# EPIC 2014
EPIC 2014 é um filme de animação americano do género flash movie publicado em Novembro de 2004 por Robin Sloan e Matt Thompson, com música original por Aaron McLeran. Foi baseado em uma apresentação que deu no Poynter Institute , na primavera do mesmo ano. O filme tem  8 minutos de duração.
O filme explora os efeitos que a convergência das populares agregadores de notícias, como o Google News, tecnologias como  blogs, redes sociais e a participação do usuário pode ter sobre o jornalismo e a sociedade em geral em um futuro hipótese. O filme popularizou o termo Googlezon e levanta questões sobre privacidade e direitos autorais.
Esse filme foi realizado no ano de 2004 pelos jornalistas Matt Thompson, do Start Tribune de Minneapolis e Robin Sloan da emissora de TV por satélite Current.
EPIC 2014 ou EPIC 2015 prevê ou melhor, faz algumas adivinhações sobre o que iria acontecer até essa data com algumas empresas que começavam a surgir na época como é o caso do Google e também como é o caso do The New York Times que está cada vez mais perdendo espaço, e ainda fechou o ano anunciando prejuízo e vendendo parte do seu imponente prédio que fica no coração de New York.
Esse filme gerou e vem gerando muitos debates a respeito e cada vez mais vemos que o que foi pensado em 2004 está cada vez mais próximo.

## Enredo
Em 1989, Tim Berners-Lee, um cientista de computação do laboratório de física de partículas CERN, na Suíça, inventou a World Wide Web.
Em 1994, a Amazon.com é lançado. É uma loja que vende de tudo, com recomendações personalizadas para seus usuários, que podem até mesmo oferecer sugestões.
Em 1998, dois programadores de Stanford criam o Google.
Em 1999, Pyra Labs lança o Blogger, uma ferramenta pessoal de publicação.
Em 2002, o Friendster é lançado. Neste mesmo ano Google também lança o Google News.
Em 2003, Google compra o Blogger.
Em 2004, a ascensão do Gmail dá a concorrência a Microsoft. É lançado o Newsbot Microsoft vem como uma resposta ao Google News. Picasa e A9 são também lançado este ano. Em agosto, o Google adquire a Keyhole (agora Google Earth) , uma empresa que mapeia o mundo, e começa a digitalização e indexação de bibliotecas do mundo. Reason Magazine envia suas fotos via satélite da casa de seus assinantes.
A partir deste momento começam as hipóteses.
Em 2005, em resposta aos recentes lances da Google, a Microsoft compra a Friendster.  Apple  sai com WifiPod, que permite aos usuários "enviar e receber mensagens". Então, o Google lança o Google Grid, uma plataforma universal que oferece uma quantidade ilimitada de espaço e largura de banda que pode ser usado para armazenar qualquer coisa. Ele permite aos usuários gerenciar suas informações de duas maneiras: armazená-lo em privado ou publicá-lo em toda a grade.
Em 2007, a Microsoft Newsbotster, uma rede social de notícias, classifica e ordena notícias. Ele permite que todos comentem sobre o que vêem.
Em 2008, Google e Amazon unem para formar a Googlezon. A Google fornece o Google Grid e Amazon fornece as recomendações personalizadas. Googlezon é um sistema que busca automaticamente todas as fontes de conteúdo e emendas em conjunto histórias para atender os interesses de cada usuário individual.
Ao explicar como os perfis Googlezon seus usuários, o cartão de identificação de um homem chamado Winston Smith aparece na tela. Smith é o personagem principal de George Orwell é clássico romance Nineteen Eighty-Four , em que uma sociedade distopia é governado por um governo de distorção da mídia.  A fotografia no cartão de identificação retrata Robin Sloan.
Em 2010, começa "A Guerra das Notícias", ela é particularmente notável, pois nenhuma rede de notícias dela participa.
Em 2011 a empresa The New York Times processa judicialmente a Google, alegando que os robôs capturadores de fatos da companhia são uma violação à lei de direitos autorais.
EPIC vale por “Evolving Personalized Information Construct”, um sistema pelo qual nosso vasto e caótico universo de mídia infiltrada, ordenada e transmitida. Todos contribuem agora – desde entradas de blog, até imagens de câmeras de telefones, passando por reportagens em vídeo e investigações completas. Muitas pessoas são pagas também – uma pequena fatia do imenso faturamento da Googlezon, proporcional à popularidade das contribuições de cada um.